# Sven Grossegger
Sven Grossegger (Saalfelden am Steinernen Meer, 17 novembre 1987) è un ex biatleta e fondista austriaco.

## Biografia
Figlio di Andrea, a sua volta biatleta, Sven Grossegger nello sci di fondo ha gareggiato soltanto a livello nazionale; nella Coppa del Mondo di biathlon ha esordito il 12 dicembre 2008 a Hochfilzen in sprint (57º) e ha ottenuto il primo podio il 15 febbraio 2015 a Oslo Holmenkollen in staffetta (3º). Ha esordito ai Campionati mondiali a Kontiolahti 2015, dove si è classificato 29º nell'individuale, 5º nella staffetta e 5º nella staffetta mista; il 15 gennaio 2016 ha ottenuto a Ruhpolding in staffetta il suo secondo e ultimo podio in Coppa del Mondo (3º) e ai successivi Mondiali di Oslo 2016, sua ultima presenza iridata, si è piazzato 51º nella sprint, 48º nell'inseguimento e 4º nella staffetta. Ha preso per l'ultima volta il via in Coppa del Mondo il 6 dicembre 2018 a Pokljuka in individuale (53º) e ha disputato le ultime gare in carriera agli Europei di Minsk 2019 (20-24 febbraio); non ha preso parte a rassegne olimpiche.

## Palmarès

### Biathlon

#### Mondiali giovanili
- 1 medaglia:
  - 1 argento (staffetta a Presque Isle 2006)

#### Coppa del Mondo
- Miglior piazzamento in classifica generale: 36º nel 2016
- 2 podi (a squadre):
  - 2 terzi posti

#### Campionati austriaci
- 6 medaglie[2]:
  - 4 ori (inseguimento, staffetta nel 2012; staffetta nel 2014; staffetta nel 2015)
  - 2 bronzi (20 km skiroll, staffetta nel 2011)

### Sci di fondo

#### Campionati austriaci
- 3 medaglie[2]:
  - 2 ori (staffetta nel 2012; staffetta nel 2014)
  - 1 bronzo (10 km a tecnica classica nel 2009)